# Norman Baert
Norman Baert (Ekeren, 26 januari 1968) is een Vlaams cameraman en acteur die verschillende rollen speelde in theater, televisieseries en films. Hij studeerde plastische kunsten in Gent, vooraleer een acteursopleiding te gaan volgen aan het Brusselse Conservatorium en het Rits. Hij is de zoon van voormalige cinema-uitbaters in Koksijde. 

## Film en theater
Hij is vooral bekend door zijn rol van Koen de Geyter in de film Ex Drummer van Koen Mortier, naar het gelijknamige boek van Herman Brusselmans. Rollen speelde hij ook in de televisieseries Spoed (Maurits Wuytack), Thuis (inspecteur Eric), Jes (Remco), Los zand (Johannes Vercauteren), Aspe (René Volders), De Smaak van De Keyser (sergeant in Eben-Emael), Flikken (Servranckx), Wittekerke (drugsdealer), Sara (taxichauffeur), Verschoten & Zoon (Crauwels),  Windkracht 10 (Berger), F.C. De Kampioenen (2010, Vuil Jeanke), Oud België (Pol), 22 mei, Clan (instructeur), Voor wat hoort wat (Luc), Bevergem (agent Patrick), Familie (2021, Bodo), De Kraak (Johan Peeters), Lisa (2022, Arno De Vadder), Chantal (2022, 2025, Dirty Didier) en Onder Vuur (Werner Keymolen)
Baert is tevens - via het Vlaams Theater Instituut en verschillende productiehuizen - actief in het theater, sinds 1998.